# Мартинелли, Антон Эрхард
Антон Эрхард Мартинелли (нем. Anton Erhard Martinelli; 1684, Вена, Австрия — сентябрь 1747, Вена, Австрия) — австрийский архитектор, мастер — строитель итальянского происхождения.

## Биография
Мартинелли родился в Австрии, в Вене в семье архитектора Франца Мартинелли. Своё первое архитектурное образование Антон Эрхард Мартинелли получил у мастера-каменщика Кристиана Эдтля и с 1711 года работал у него подмастерьем. С 1730 года Мартинелли сам брал заказы на строительство как мастер каменщик, которого которого ценила богатая знать. В 1731 году Мартинелли был назначен придворным архитектором, и выполнял сложнейшие строительные и архитектурные заказы одного из крупнейших частных землевладельцев Венгрии при Габсбургах — Эстерхази. Антон Эрхард Мартинелли умер в Вене в 1747 году.

## Творчество
Мартинелли успешно руководил строительством нескольких красивейших и значимых объектов в Вене, таких как церковь Карлскирхе, замок Шварценберг. Он также проводил реконструкцию церкви Тевтонского ордена, известную как церковь святой Елизаветы Венгерской в Вене. Разрабатывал планы дворца Тиннфельд в Граце, который позже завершил мастер Иоганн Георг Штенг, где сегодня находится Музей искусства Граца, и планы Дома Инвалидов, строительство которого шло между 1716 и 1727 годами, позже переоборудованный в больницу и казармы, а теперь мэрия города Будапешта. Вместе со своим братом, также известным австрийским мастером каменщиком и архитектором, Иоганном Баптистом Мартинелли построили по заказу венгерского магната Миклоша Эстерхази резиденцию княжеского рода Эстерхази (Дворец Эстерхази) в городке Фертёд на западе Венгрии. Особняк Ланшютц (в Бернолаково), Особняк в Вельки-Бьель в Западной Словакии. Восстановил замок Зринских, красивейшее здание, принадлежавшее знатной княжеской семье в Чаковце, в Хорватии. Сейчас в нём расположен музей Меджимурья.

## Список некоторых работ
- Реконструкция замка Глубока, начало XVIII века.
- Участие в достройке замка Ограда, не ранее 1708 и не позднее 1713 года
- Особняк Ланшютц в Бернолаково, 1714—1722.
- Проект церкви Святого Яна Непомуцкого[нем.] в Брайтенфурт-бай-Вин, до 1714. Возможно, строительство с 1714 по 1724 год.
- (Возможно) проект и строительство Дома Инвалидов[венг.], теперь здание мэрии[англ.] города Будапешта, до 1716 года. Строительство с 1727 по 1735 год.
- Строительство церкви Карлскирхе в Вене, 1716—1723, закончено под руководством другого мастера в 1737 году.
- Реконструкция церкви Тевтонского ордена в Вене, вероятно в 1720—1725 году.
- Проект и участие в строительстве дворца Эстерхази в городке Фертёд на западе Венгрии, с 1720 года.
- Приходская церковь[чеш.] в Шеветине[англ.], 1722–1724.
- Особняк в Вельки-Бьель, в Западной Словакии, 1722—1725.
- Проект костёла Святого Апостола Иакова[чеш.] в Грживице[англ.], 1723.
- Реконструкция после пожара замка во Вранове-над-Дийи, от 1723 года.
- Капелла замка[чеш.] в Постолопрти, 1724.
- Строительство усадьбы Шварценбергов в Олешнике[чеш.], 1724.
- Реконструкция после пожара усадьбы Шварценбергов в Ортвиновице[чеш.], 1724.
- Проект ратуши[чеш.] в Ческе-Будеёвице, 1727—1730.
- Строительство замка Шварценберг[англ.] в Вене, окончено в 1728 году.
- Замок Нойвартенбург[нем.] в Тимелькаме, 1730–1732
- Участие в реконструкции замка в Противине, не ранее 1714 и не позднее 1732 года.
- Церковь Святого Вольфганга Регенсбургского[нем.] в Трибусвинкеле, 1732.
- Проект здания муниципалитета в Ясберени, между 1735—1741 годами, возможно в 1738.
- Проект и начало строительства церкви Святого Иакова Старшего[вд] в Костелец-на-Гане[англ.], 1737, начало строительства в 1740. Закончена уже после смерти Мартинелли, в 1756 году.
- Проект и возможное строительство костёла Святого Войтеха[чеш.] в Льштени[чеш.], до 1739. Строительство с 1739 по 1741 год.
- Собор Святой Троицы[англ.] в Блаже, Румыния, план в 1738, строительство 1741—1749.
- Проект дворца Тиннфельд[нем.] в Граце, нынешний Музей искусства, 1740 год.
- Реконструкция замка[англ.] Зринских в Чаковце, в Хорватии, теперь музей[англ.] Меджимурья, 1743 год.
- Монастырь Урсулинок и церковь Святой Урсулы в Вене, до 1745 года.
- Южный фасад замка Вальтице[чеш.], около 1745 года.
- Реконструкция костёла Святой Марии Магдалины[чеш.] в Свата-Маржи[чеш.], первая половина XVIII века.

## Галерея некоторых работ

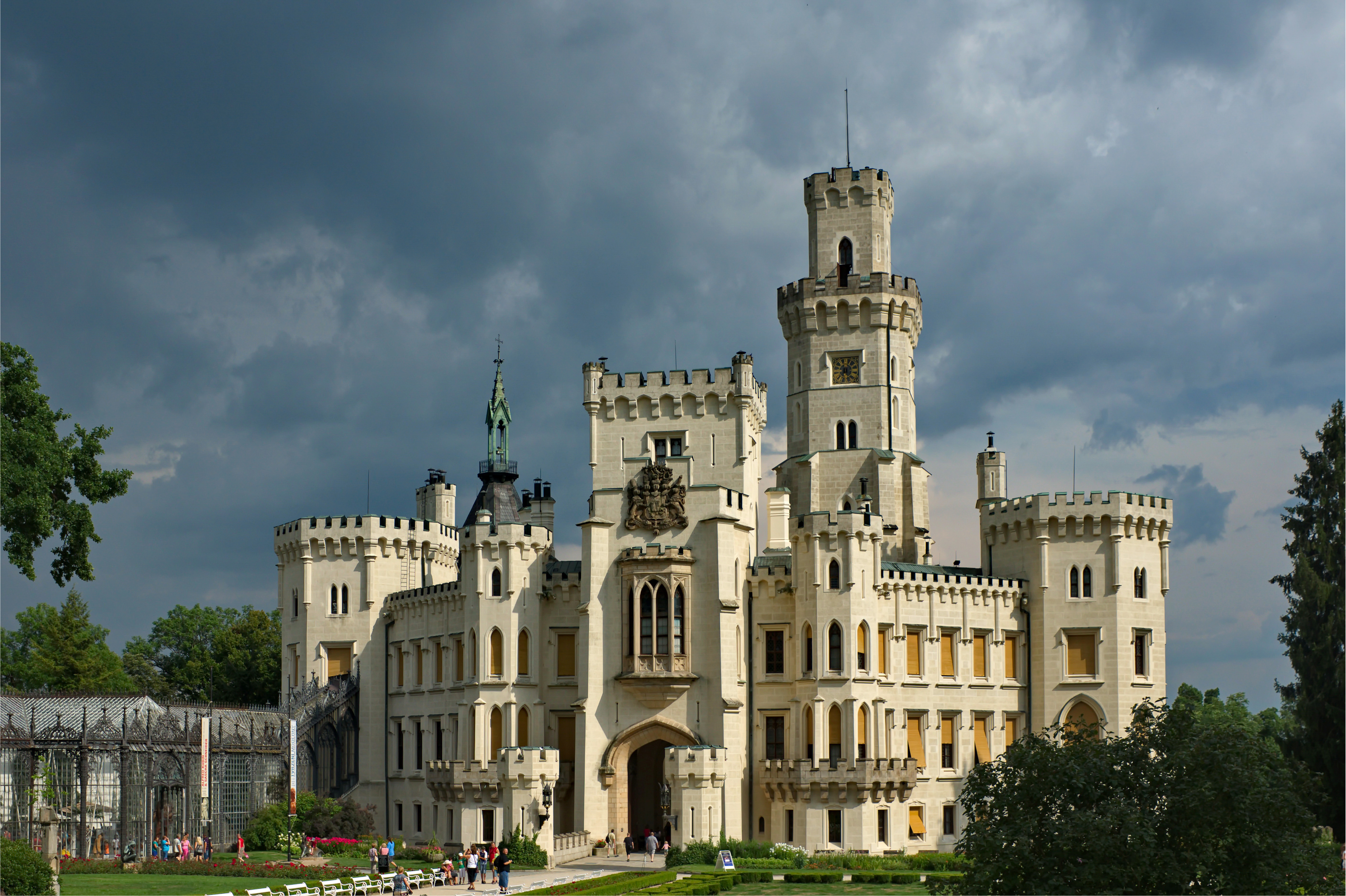
Замок Глубока
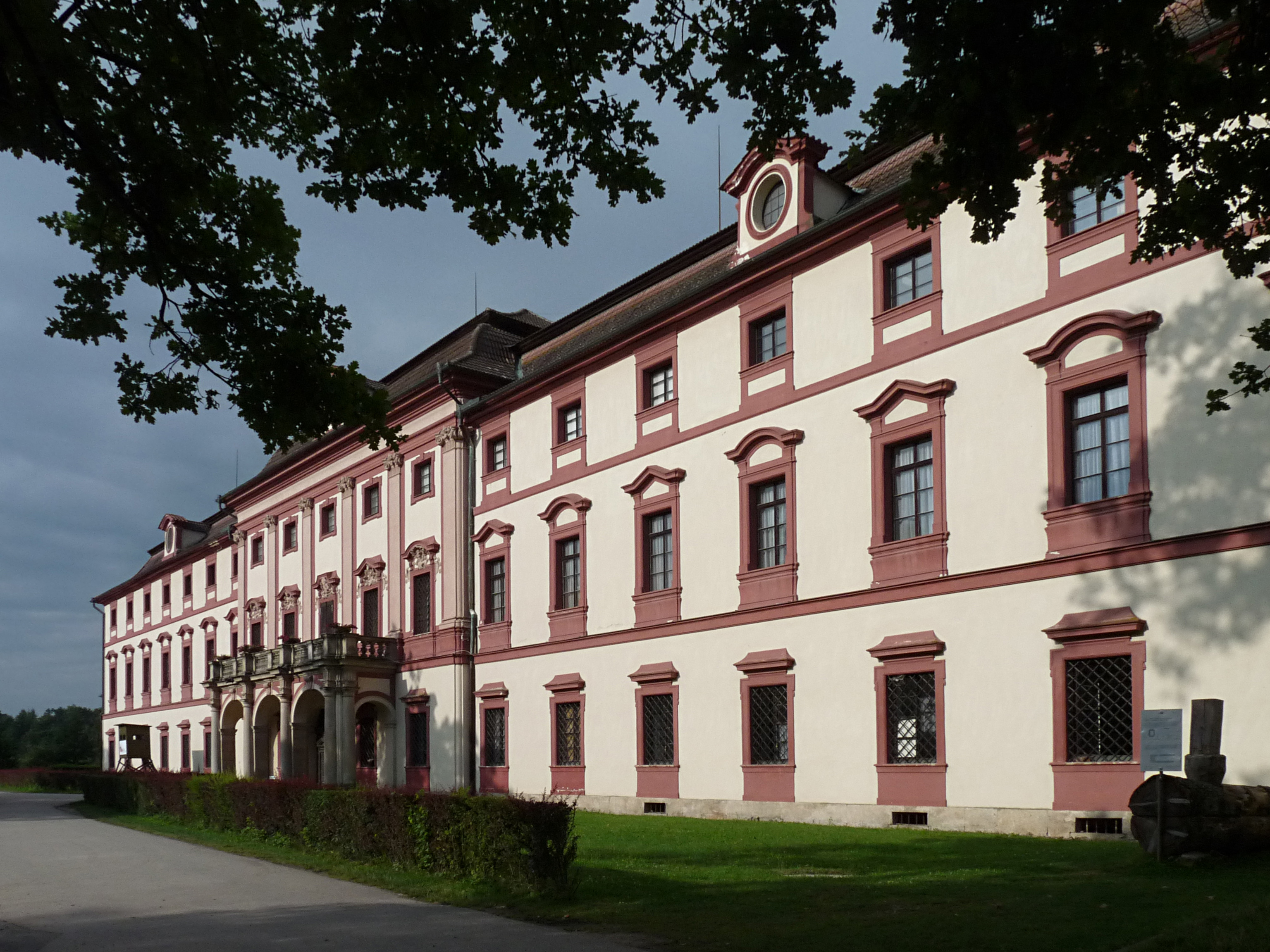
Замок Ограда
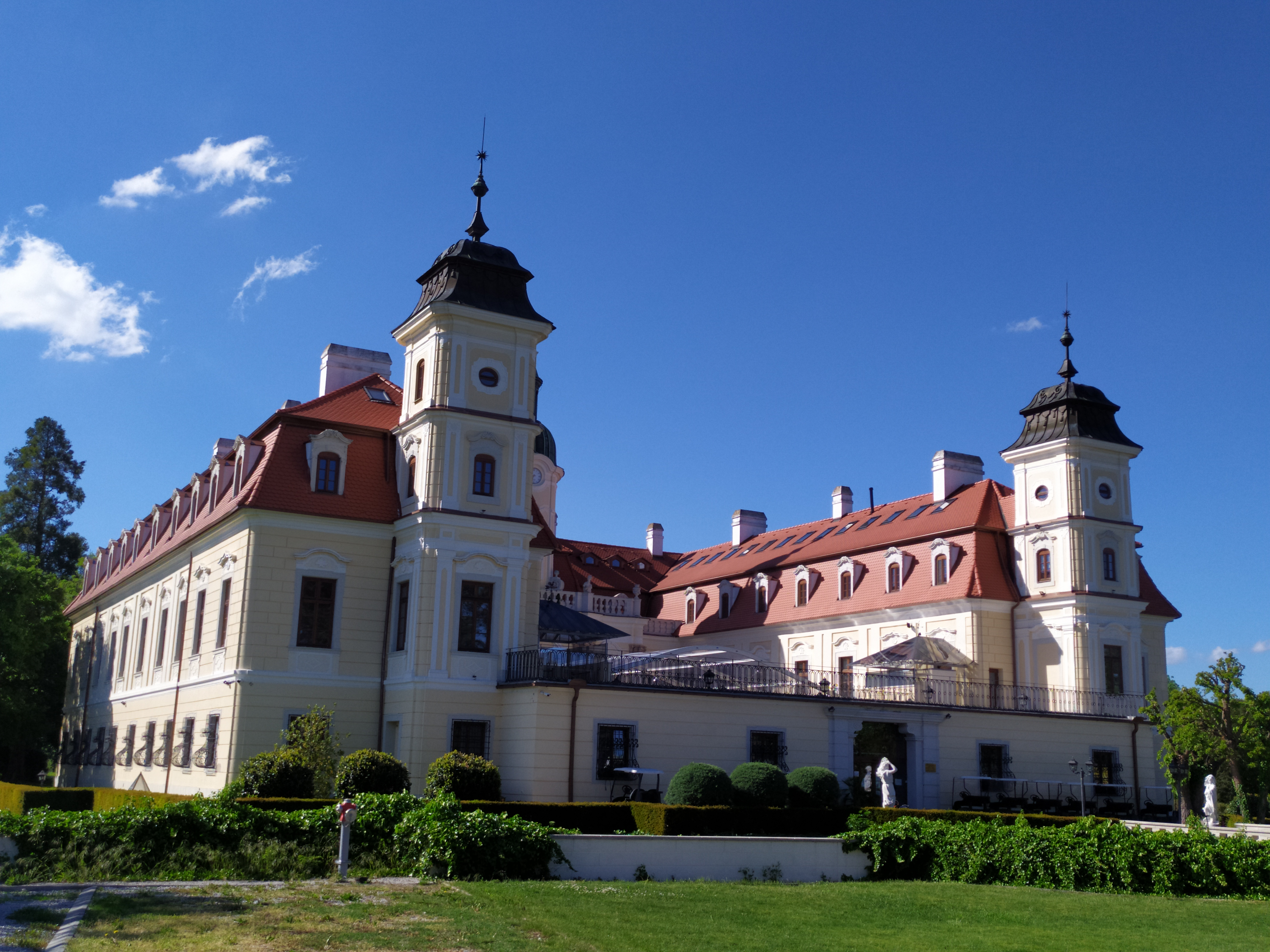
Особняк Ланшютц в Бернолаково
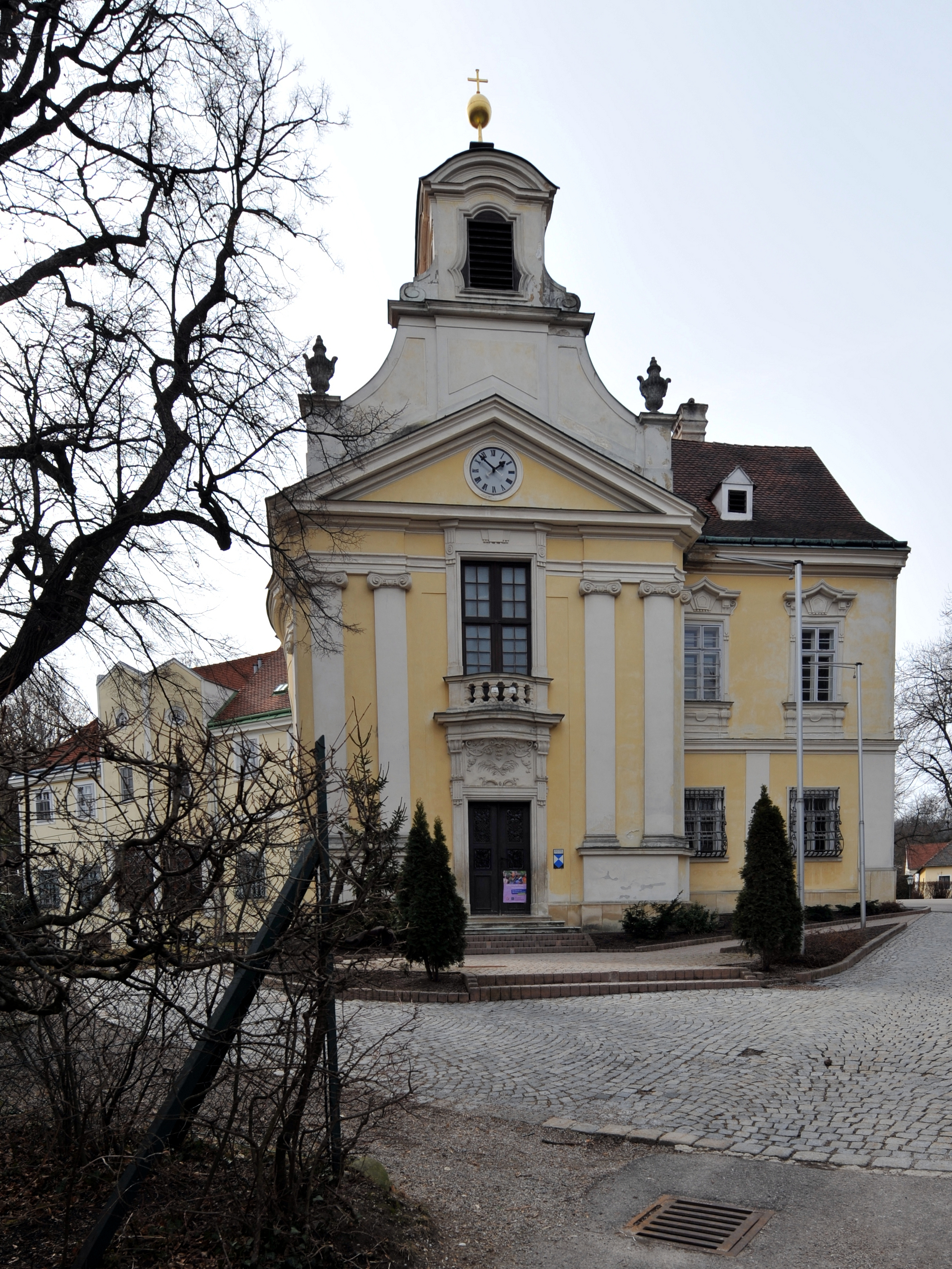
Церковь Святого Яна Непомуцкого[нем.] в Брайтенфурт-бай-Вин
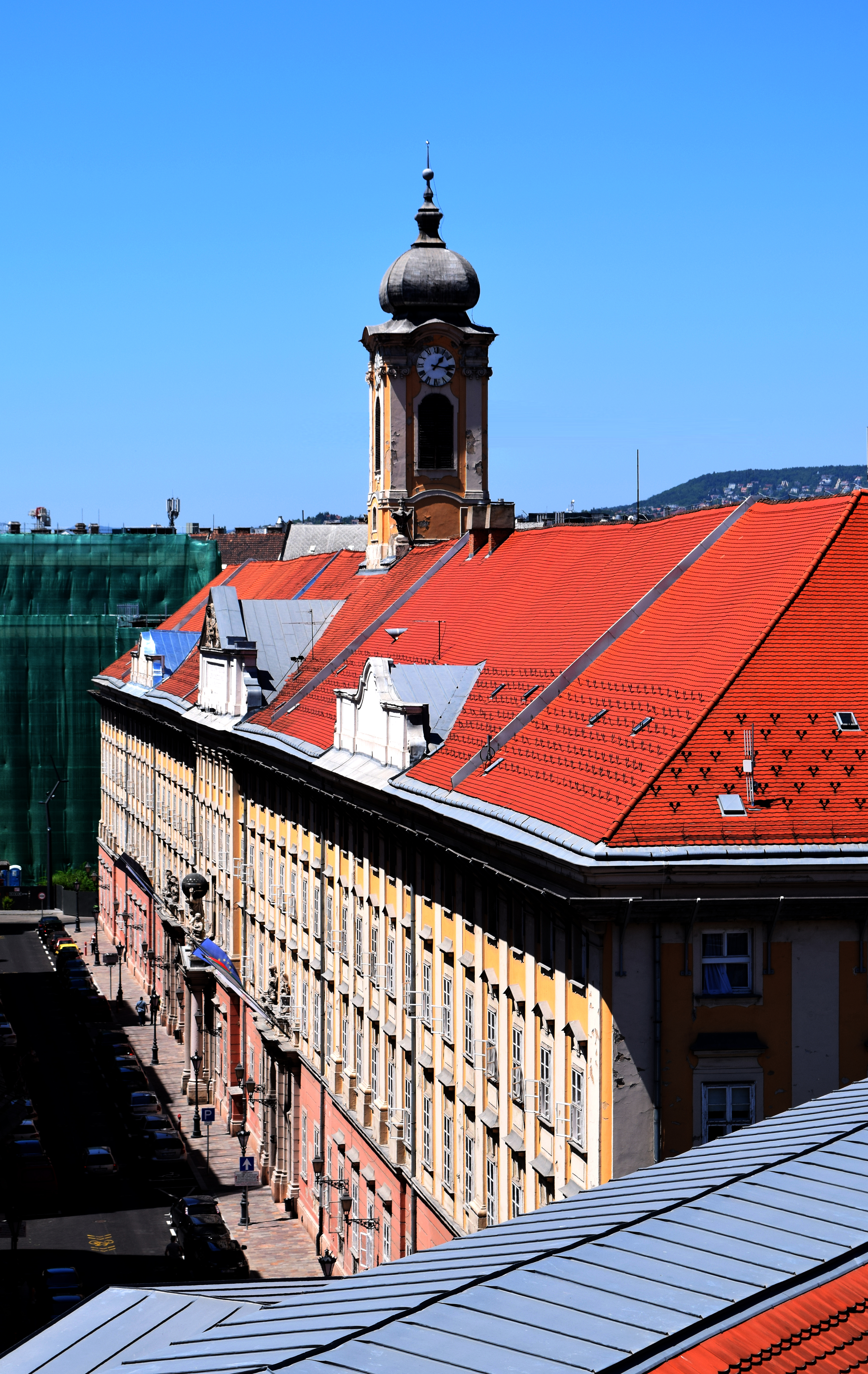
Дом Инвалидов[венг.] в Будапеште.
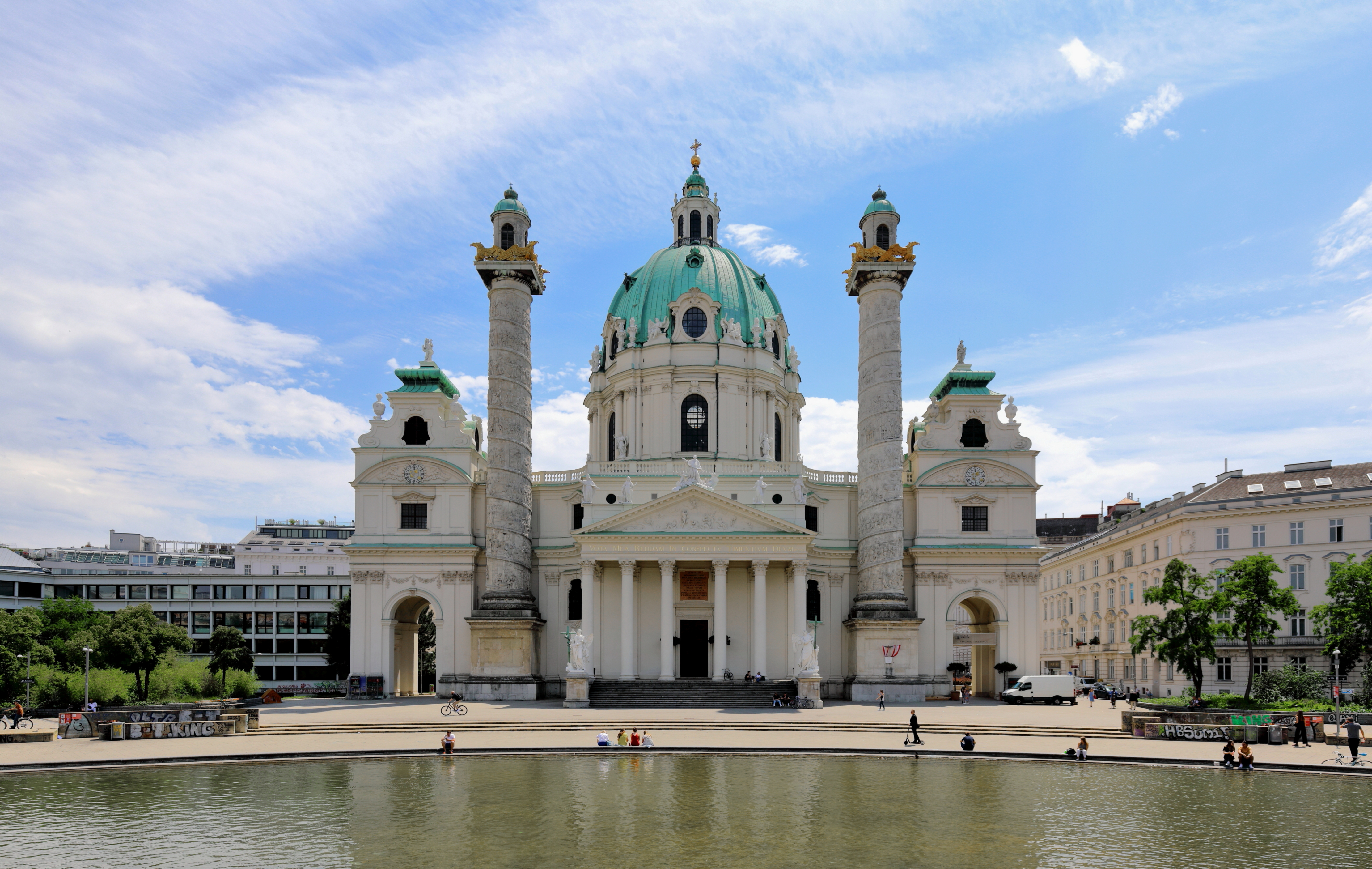
Церковь Карлскирхе в Вене
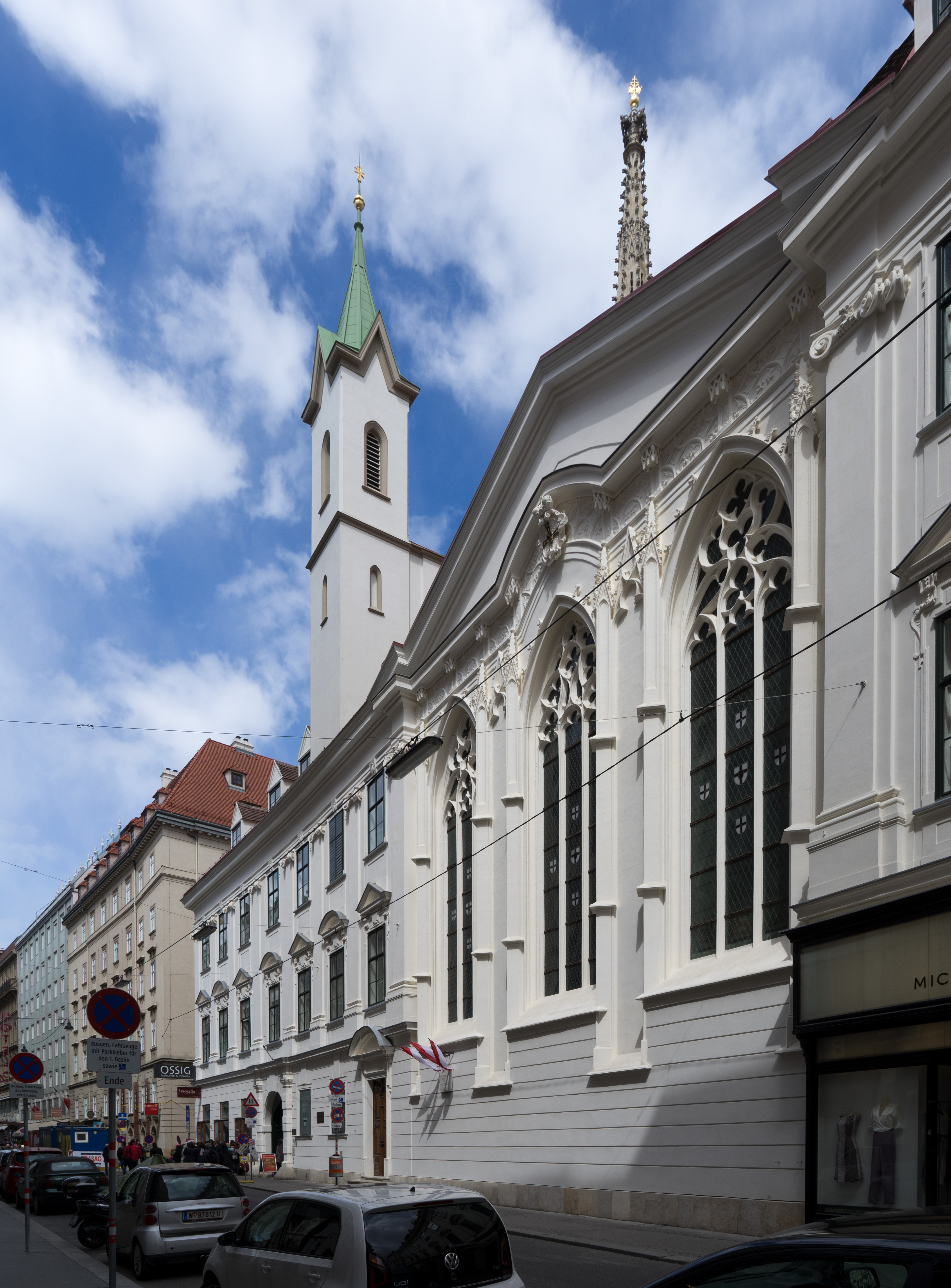
Церковь Тевтонского ордена в Вене
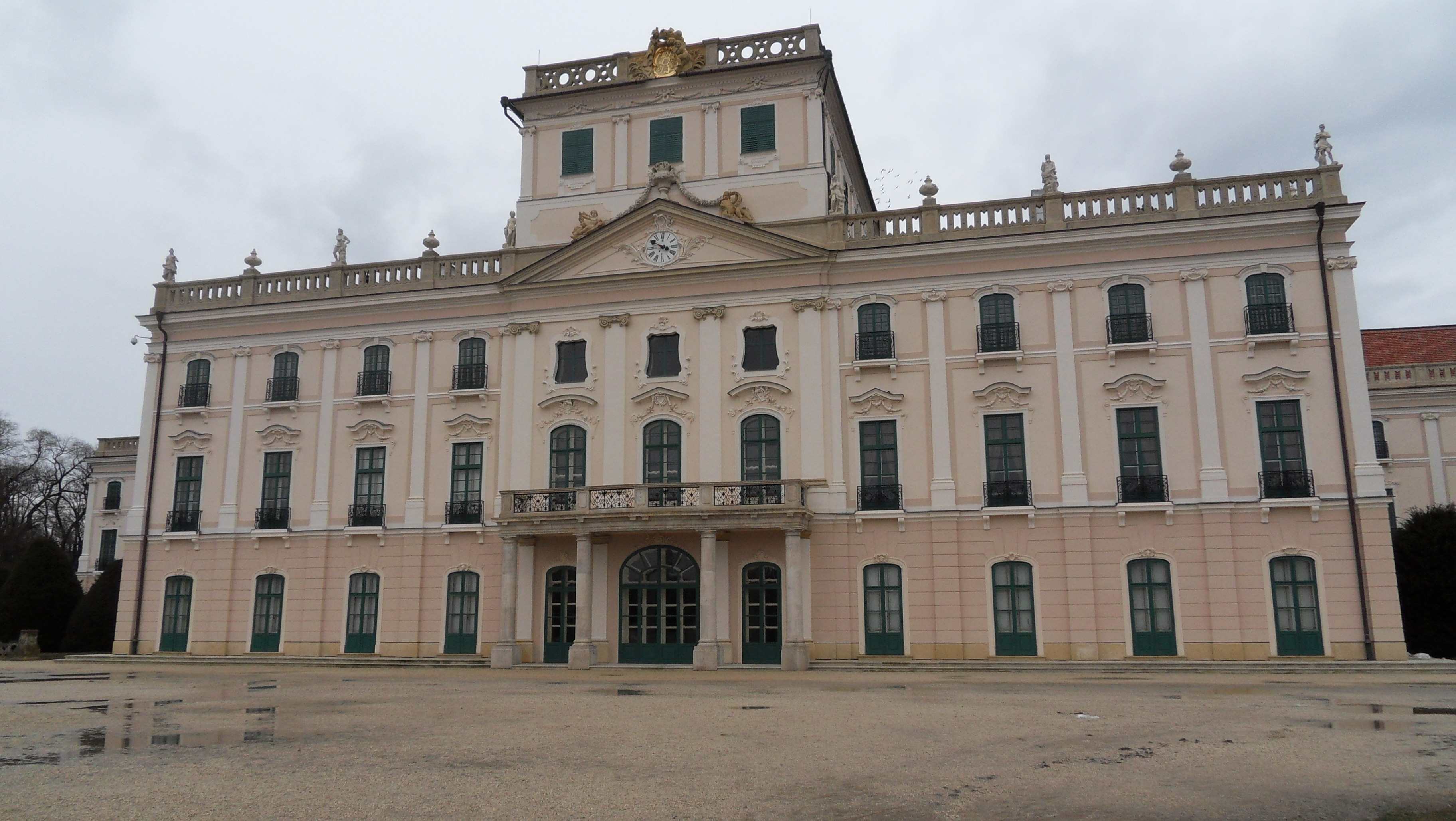
Дворец Эстерхази в городке Фертёд
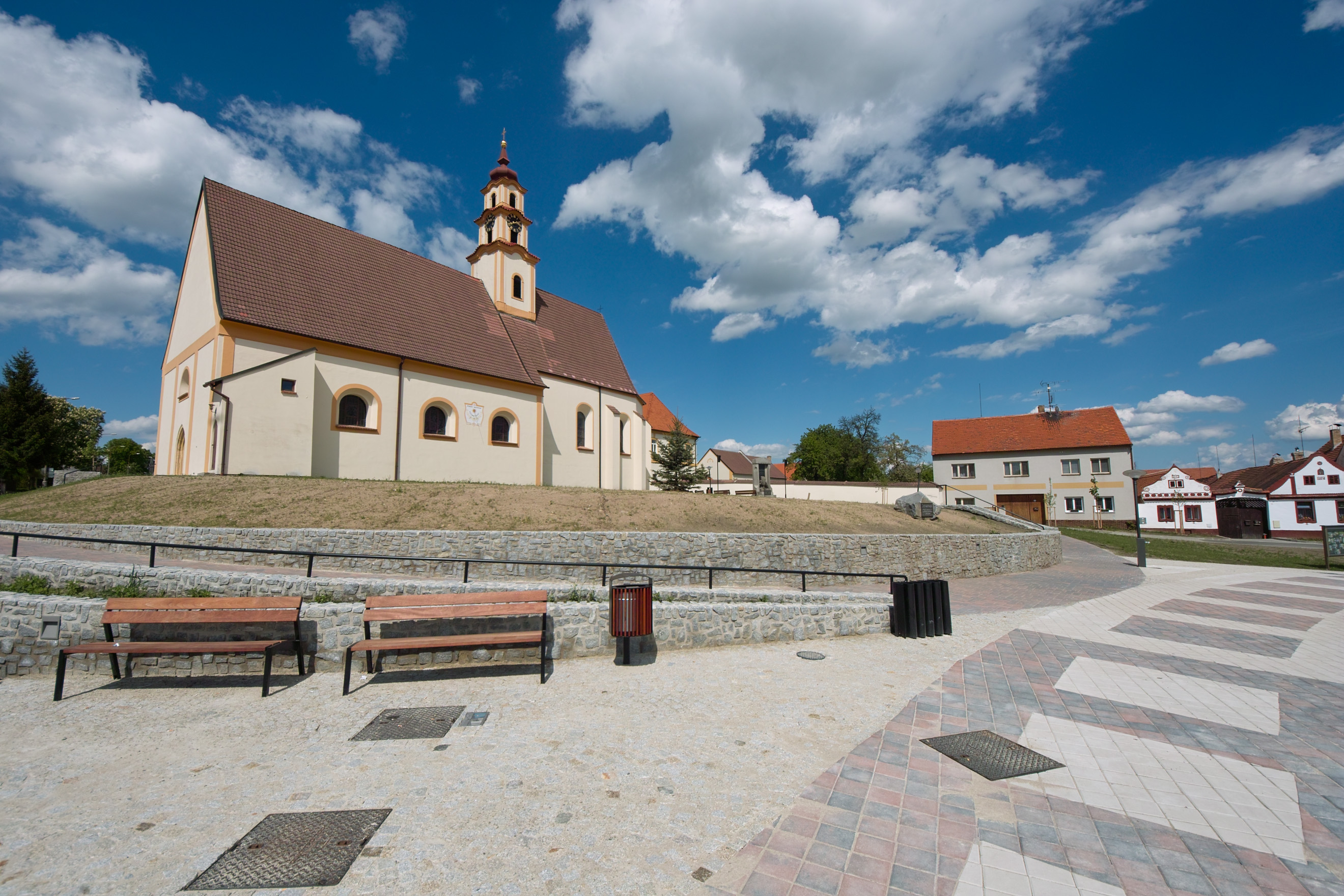
Приходская церковь[чеш.] в Шеветине[англ.]
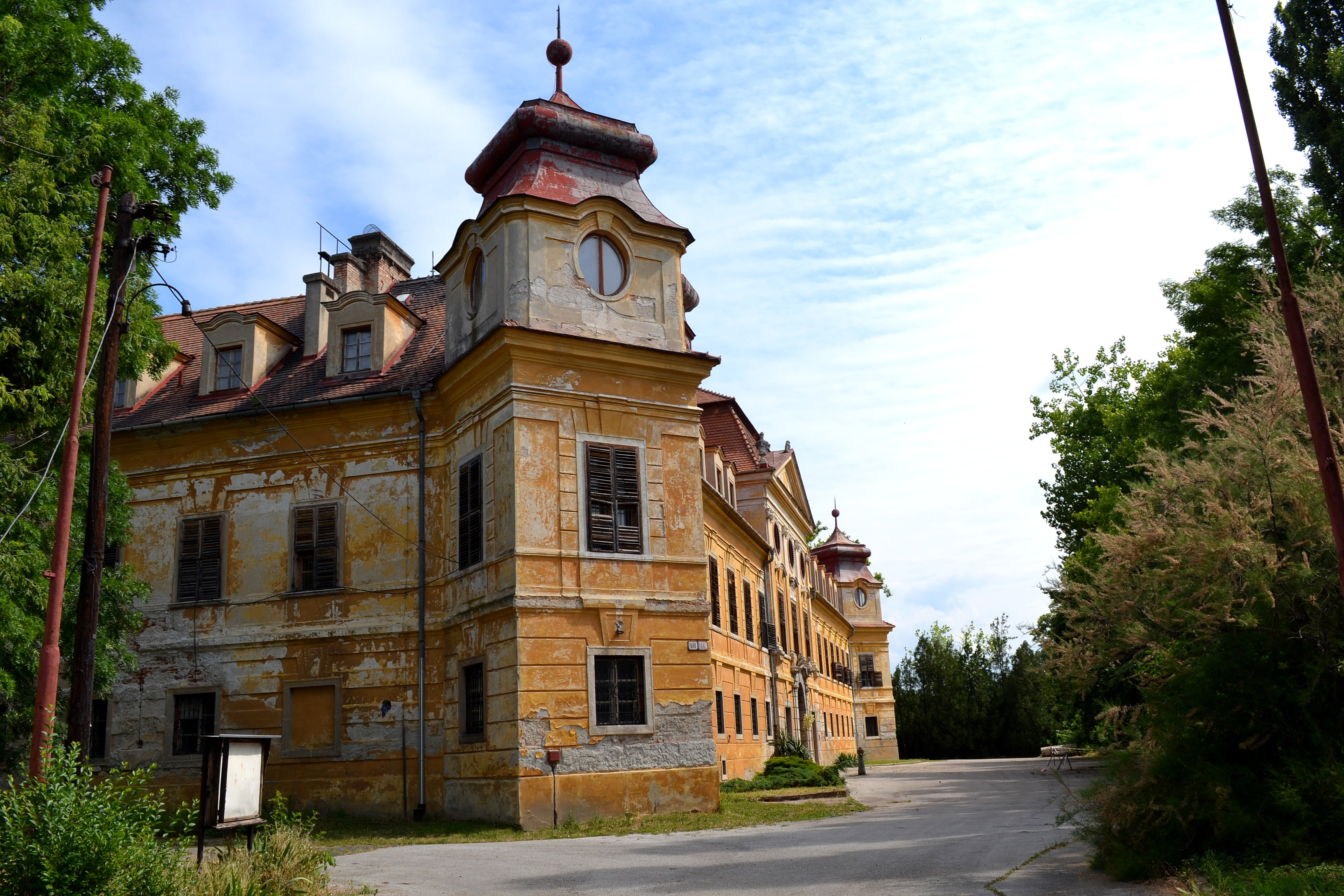
Особняк в Вельки-Бьель, в Западной Словакии
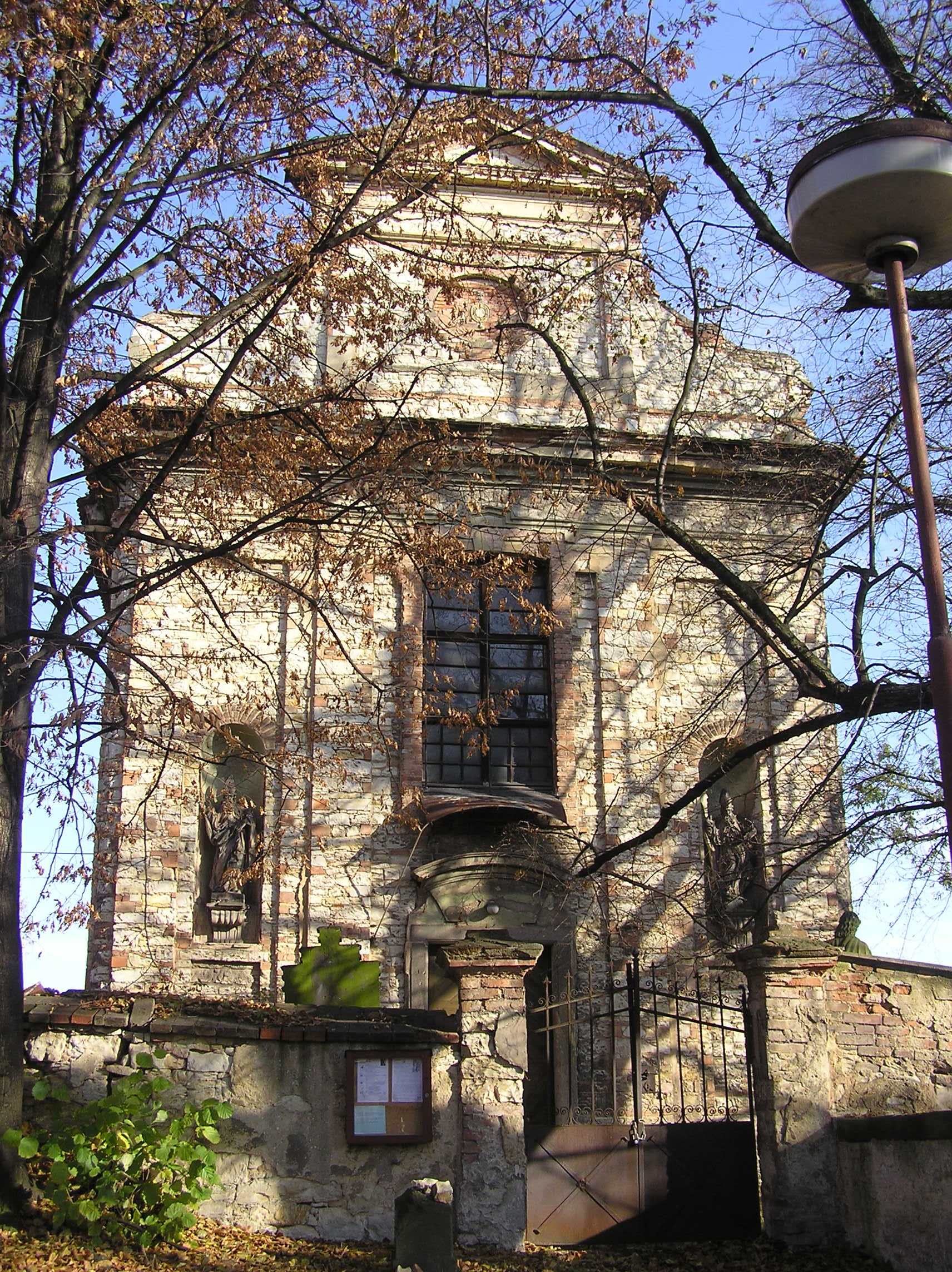
Костёл Святого Апостола Иакова[чеш.] в Грживице[англ.]
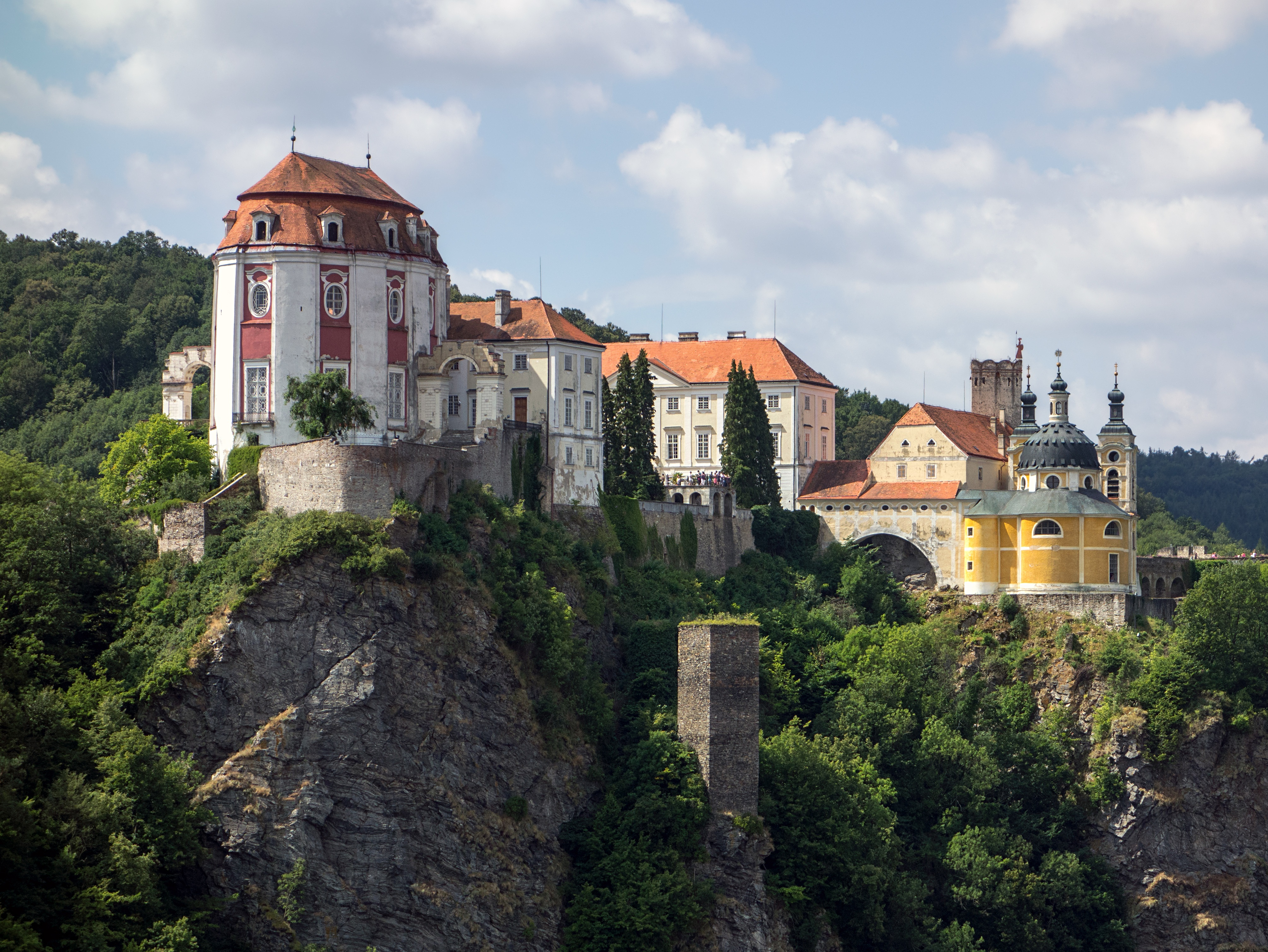
Замок во Вранове-над-Дийи
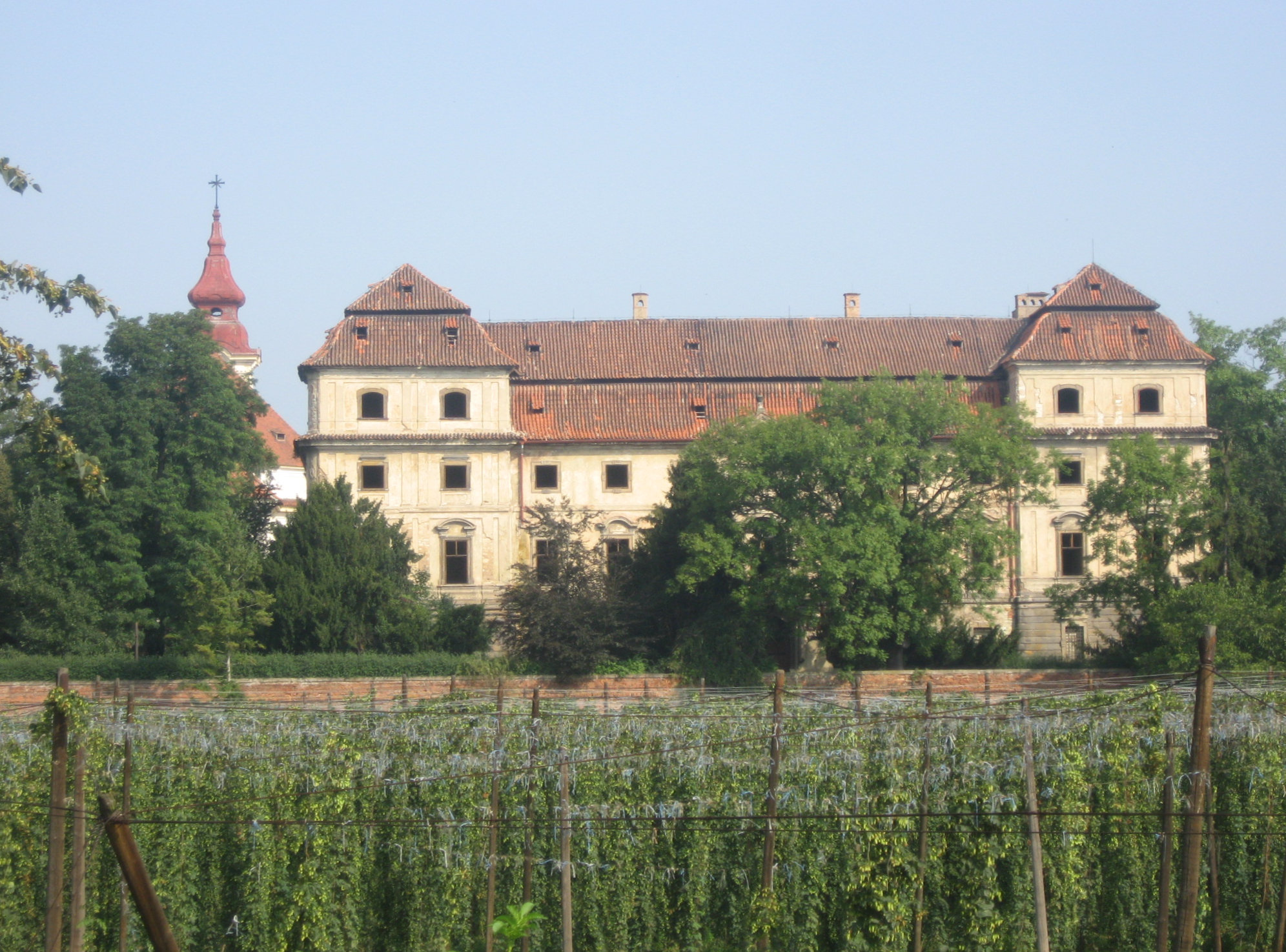
Вид на замок[чеш.] в Постолопрти, на заднем плане различима капелла
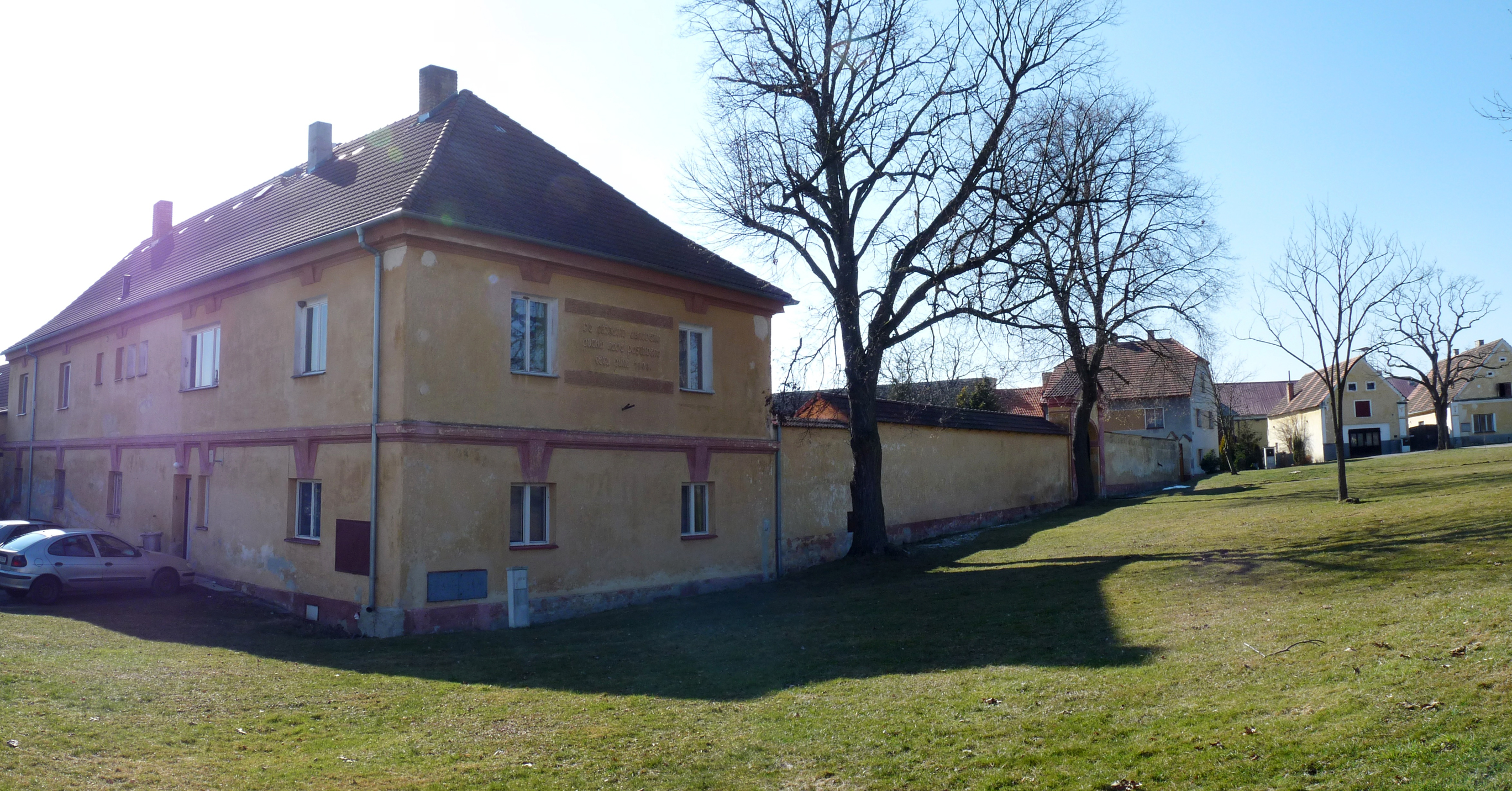
Усадьба Шварценбергов в Олешнике[чеш.]
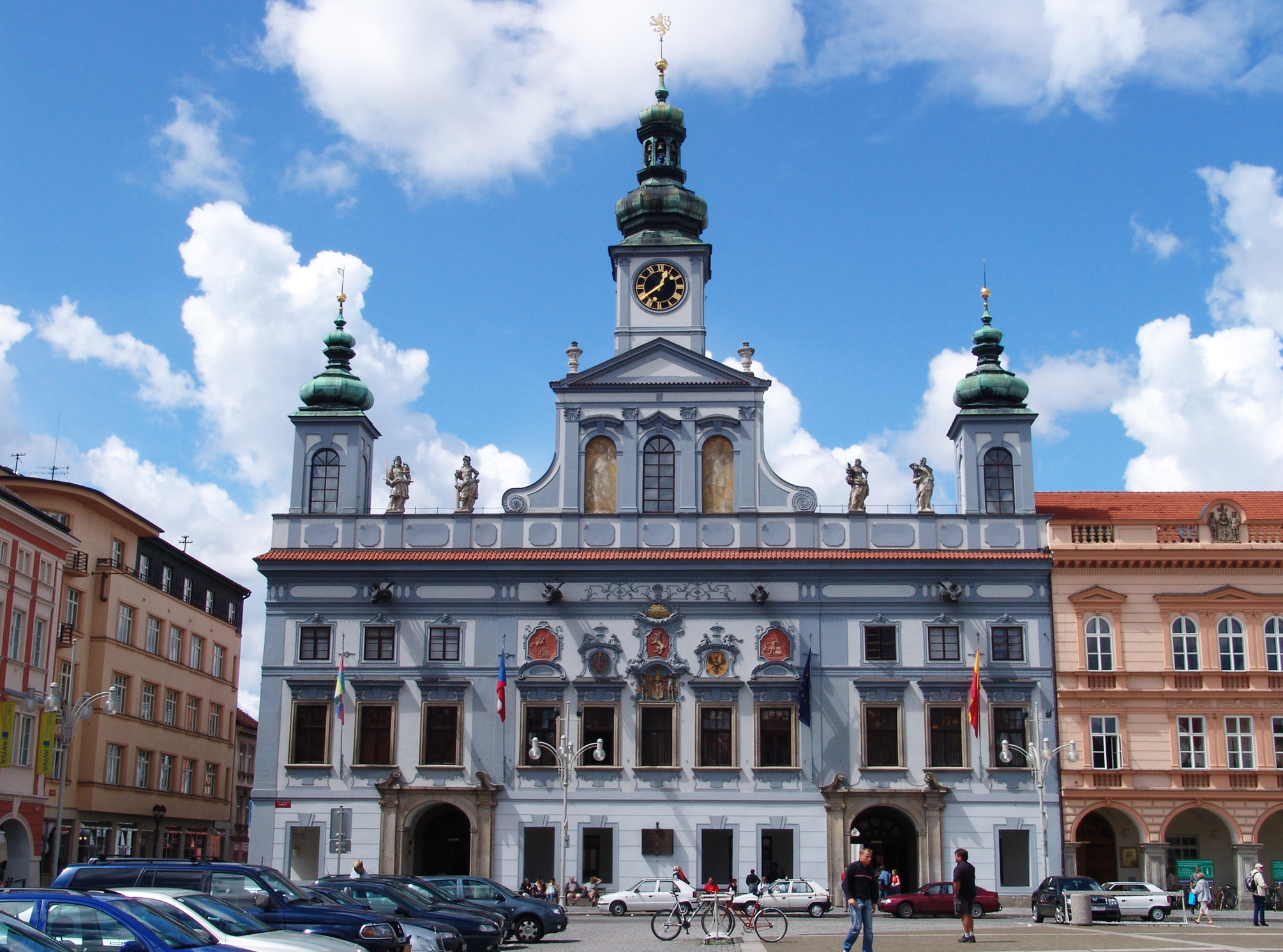
Ратуша[чеш.] в Ческе-Будеёвице
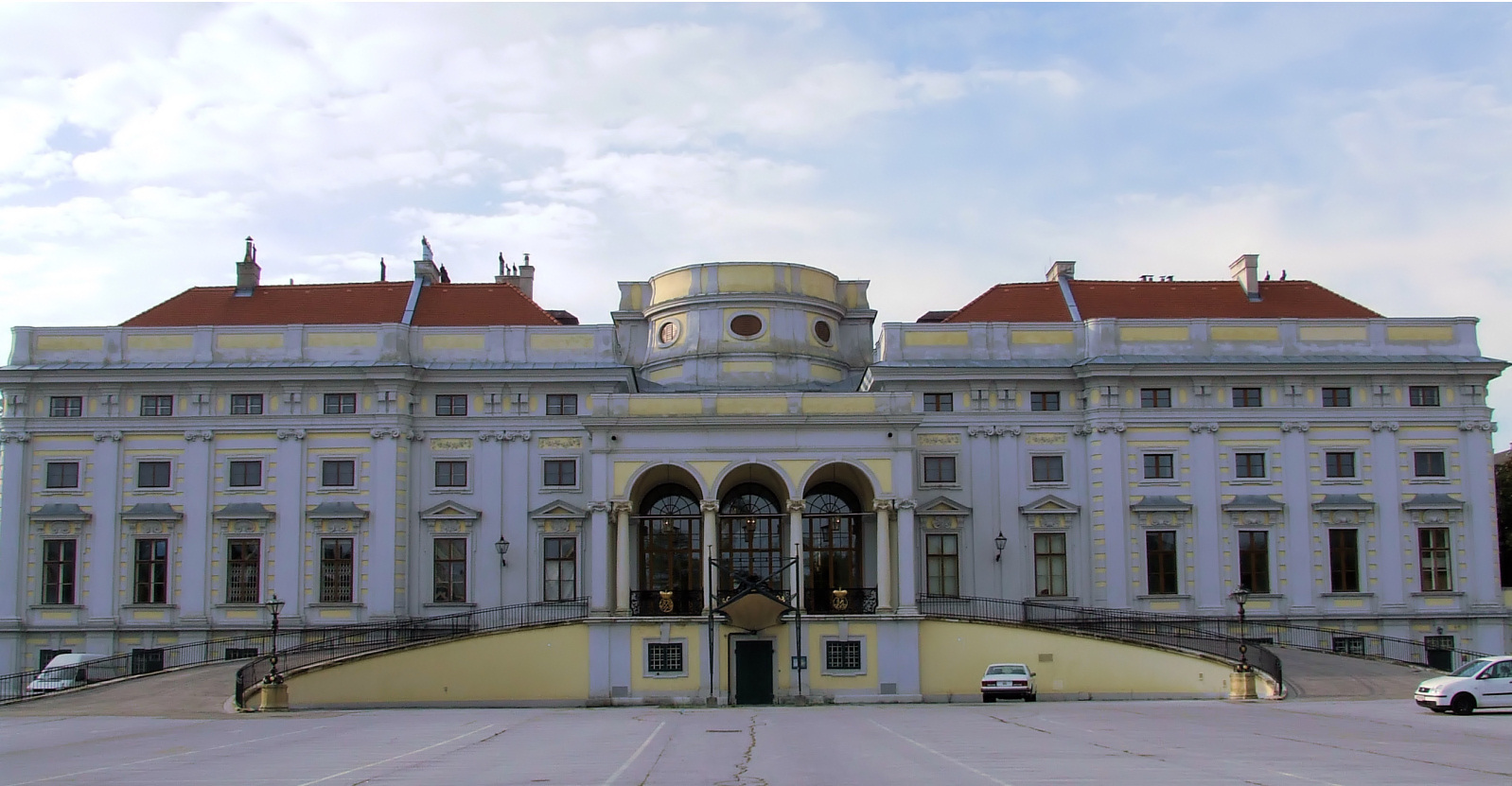
Замок Шварценберг[англ.] в Вене
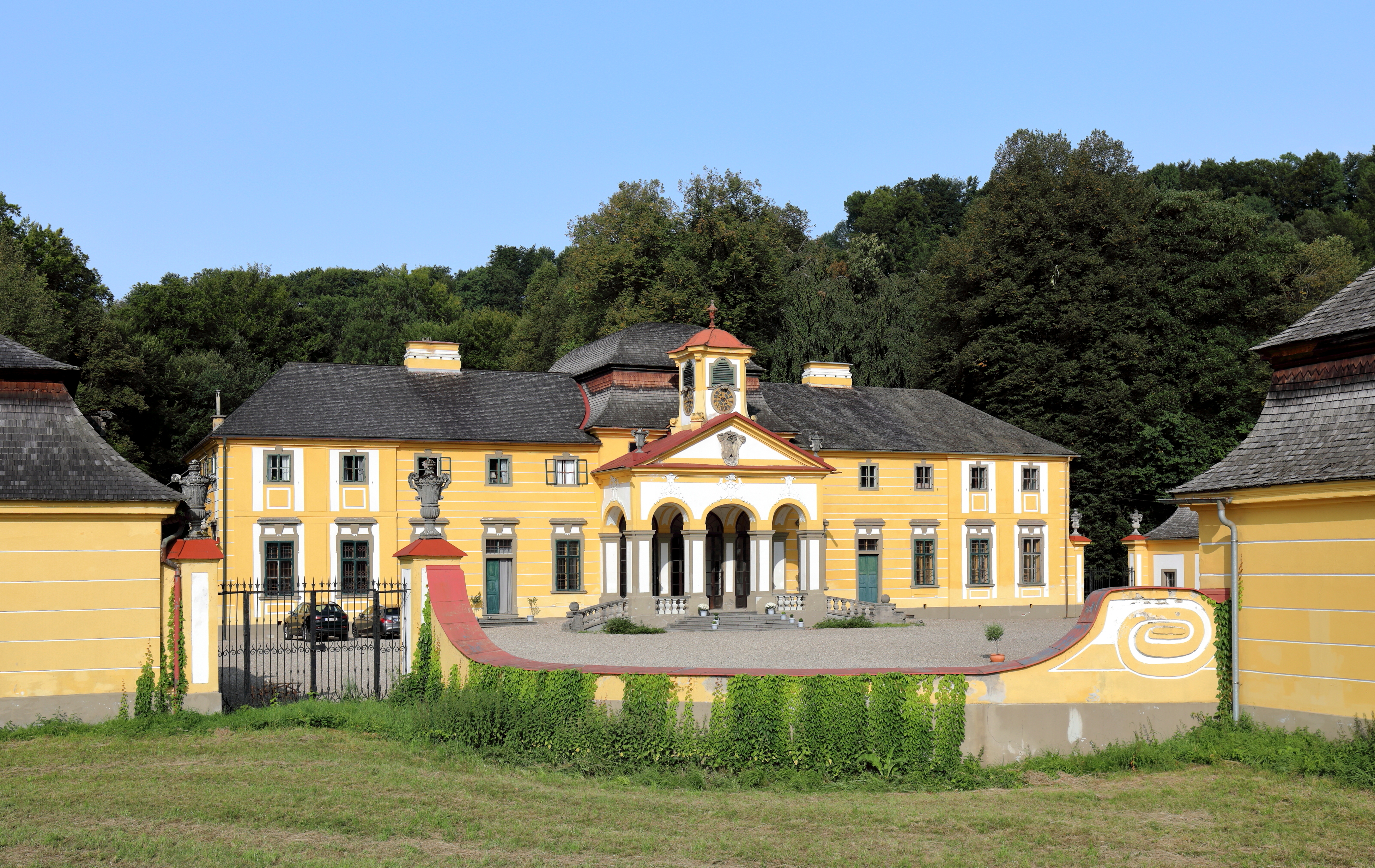
Замок Нойвартенбург[нем.] в Тимелькаме
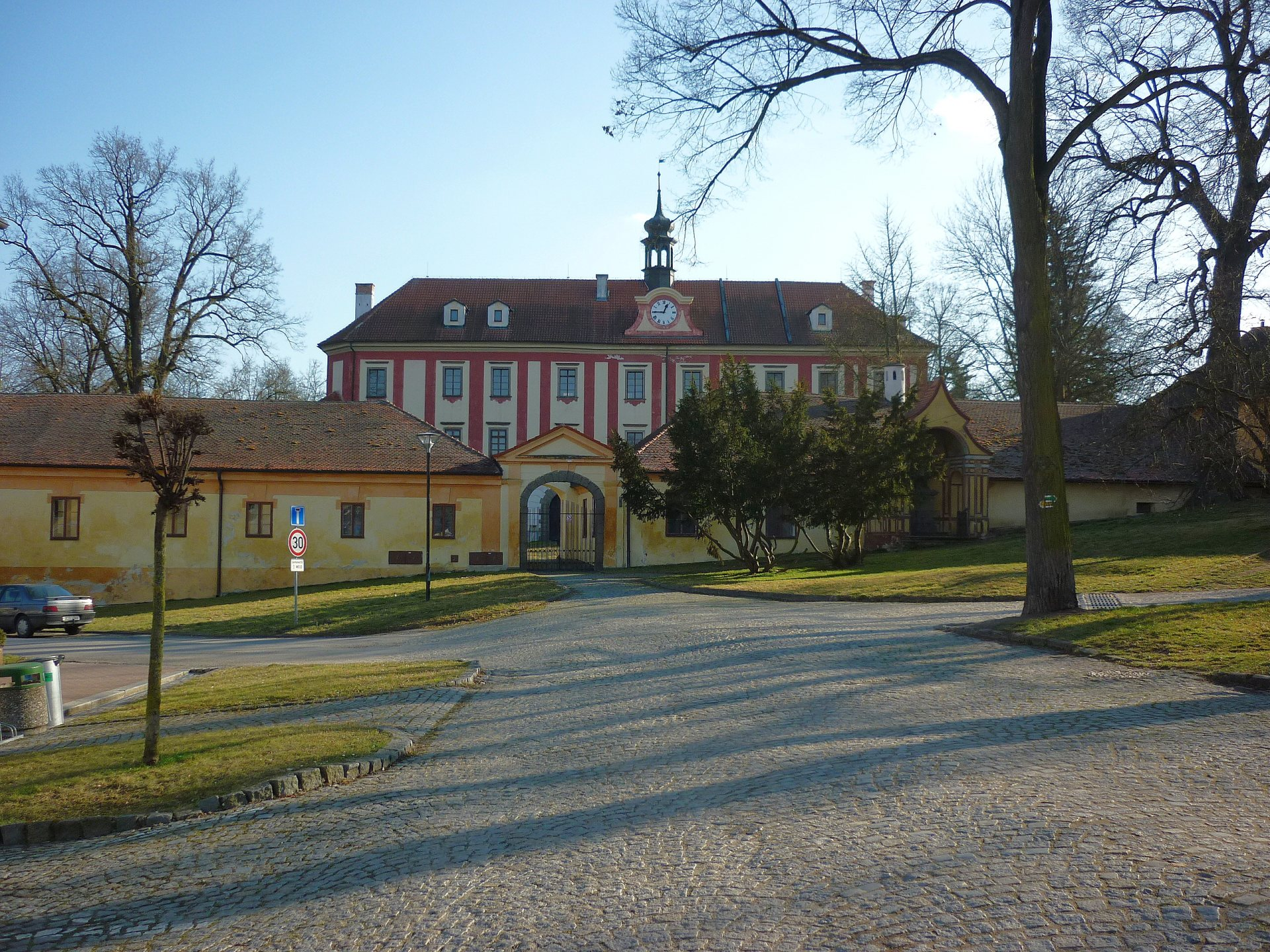
Замок в Противине
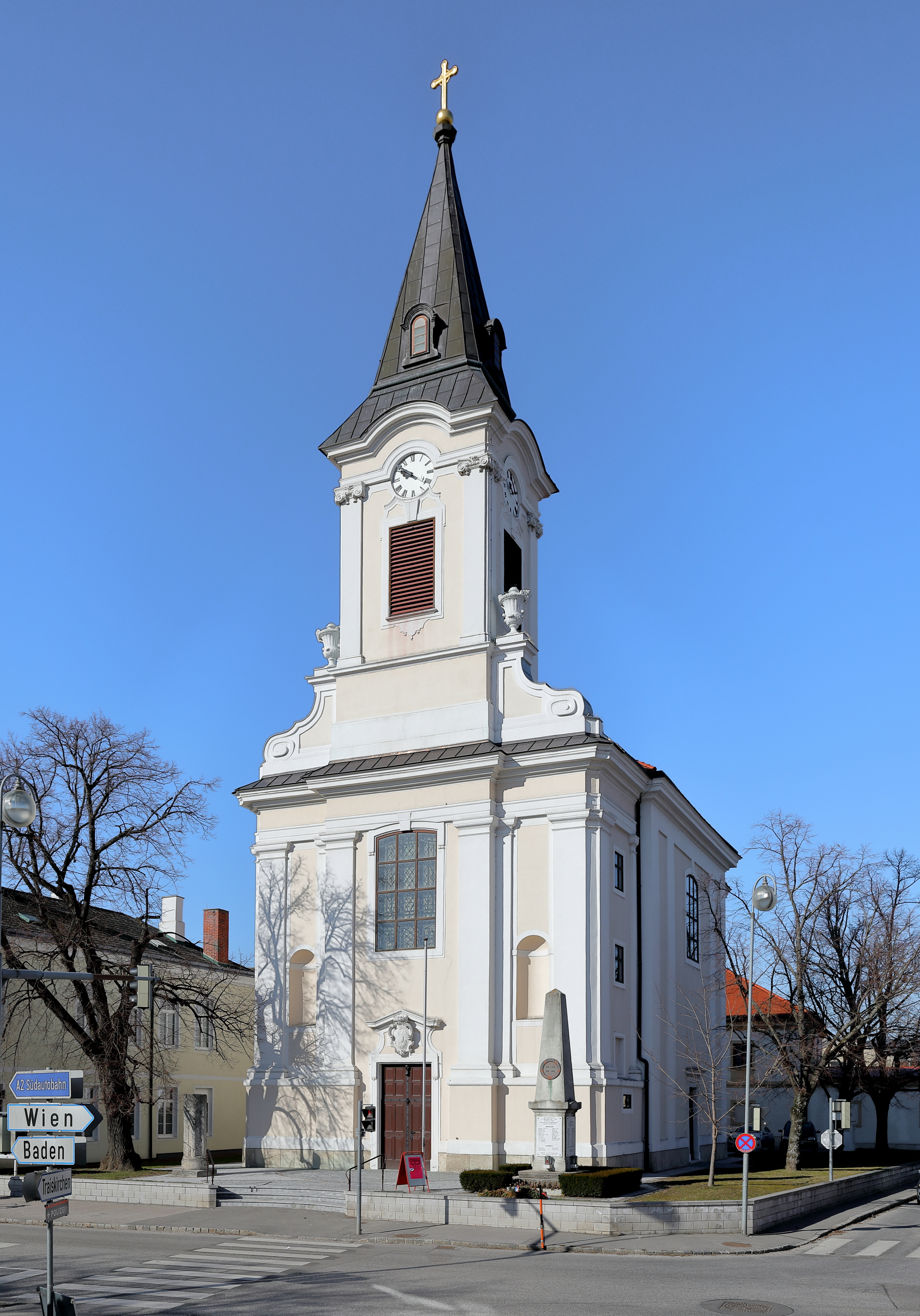
Церковь Святого Вольфганга Регенсбургского[нем.] в Трибусвинкеле
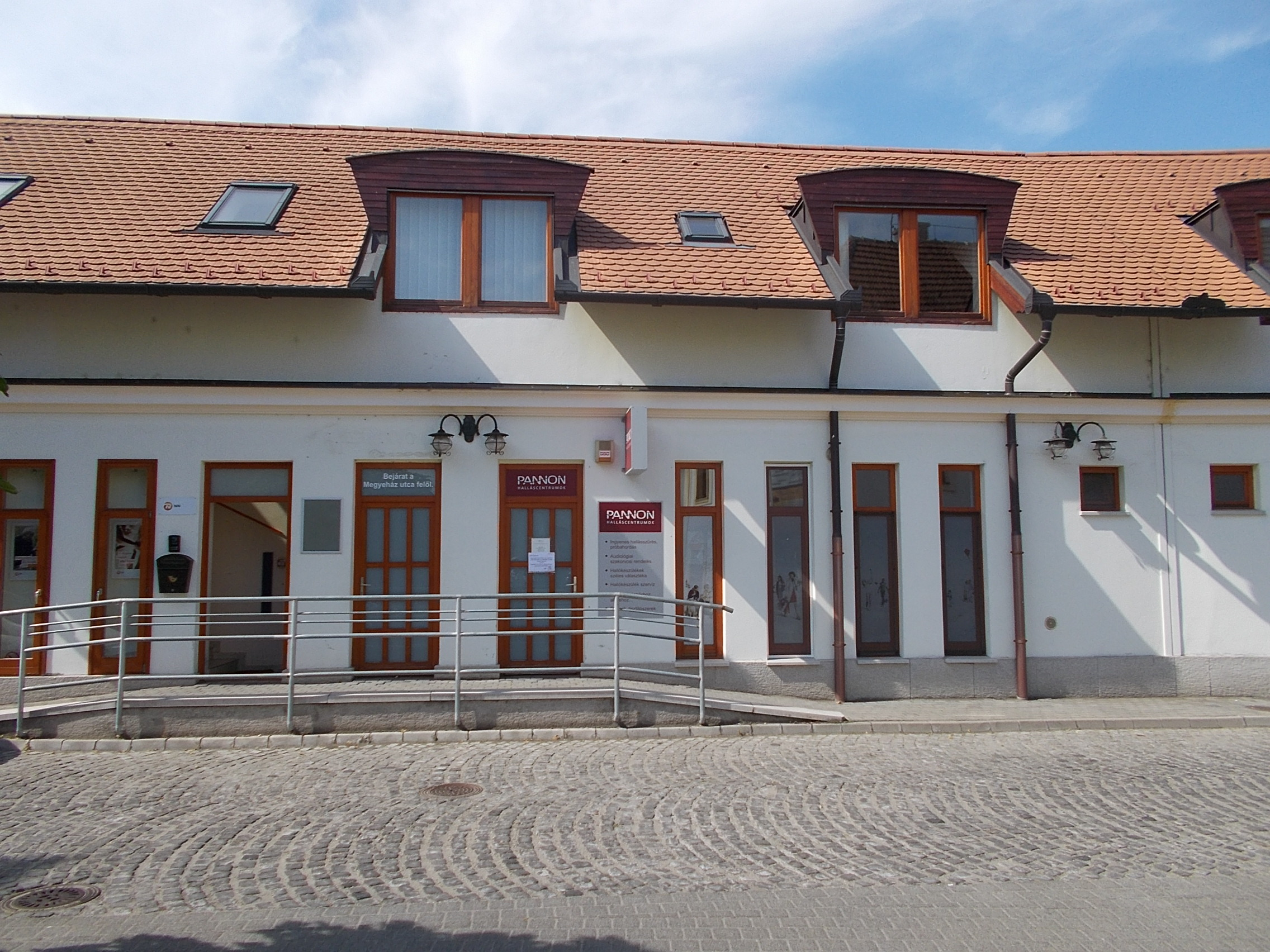
Здание суда в Ясберени
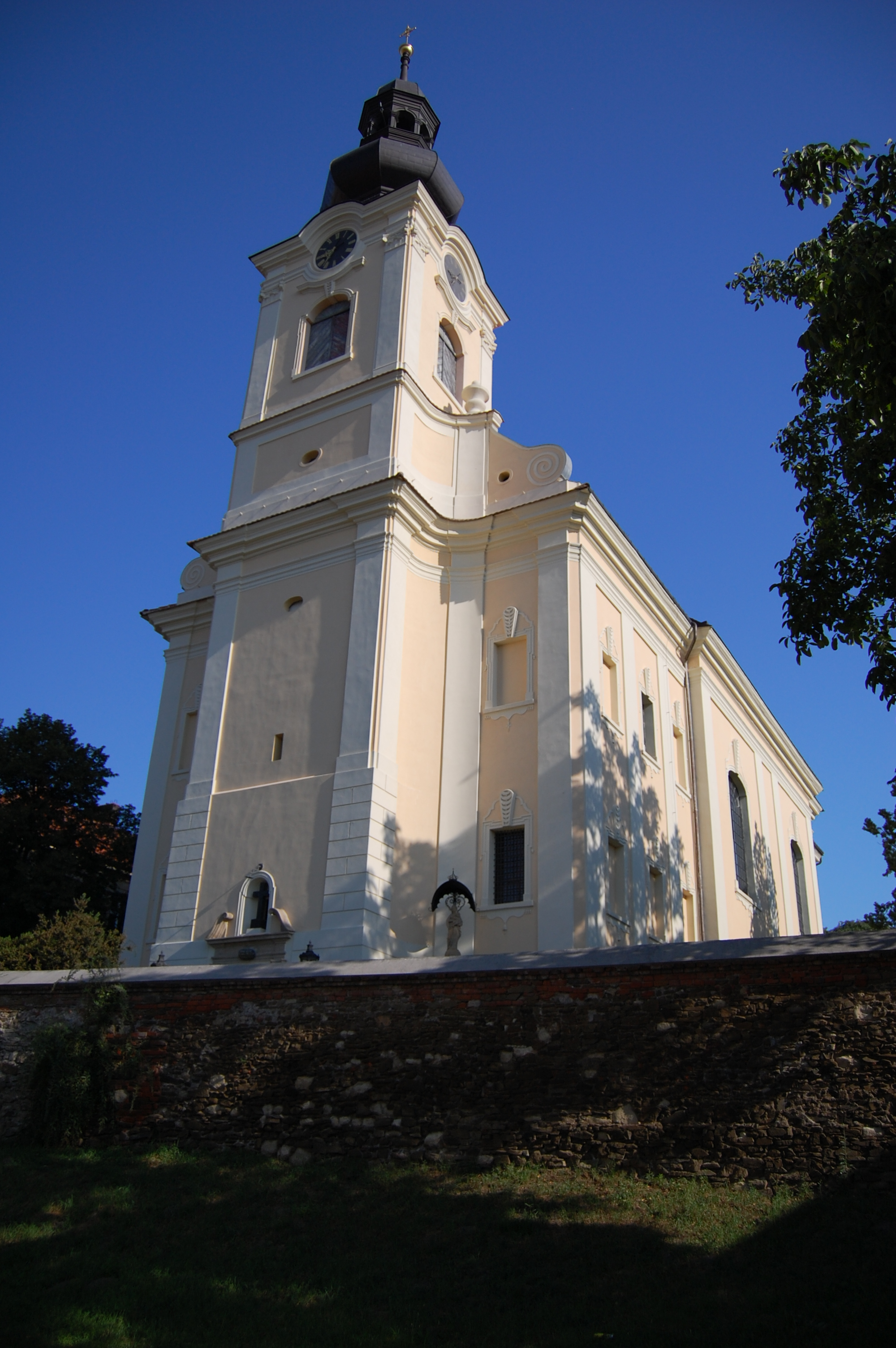
Церковь Святого Иакова Старшего[вд] в Костелец-на-Гане
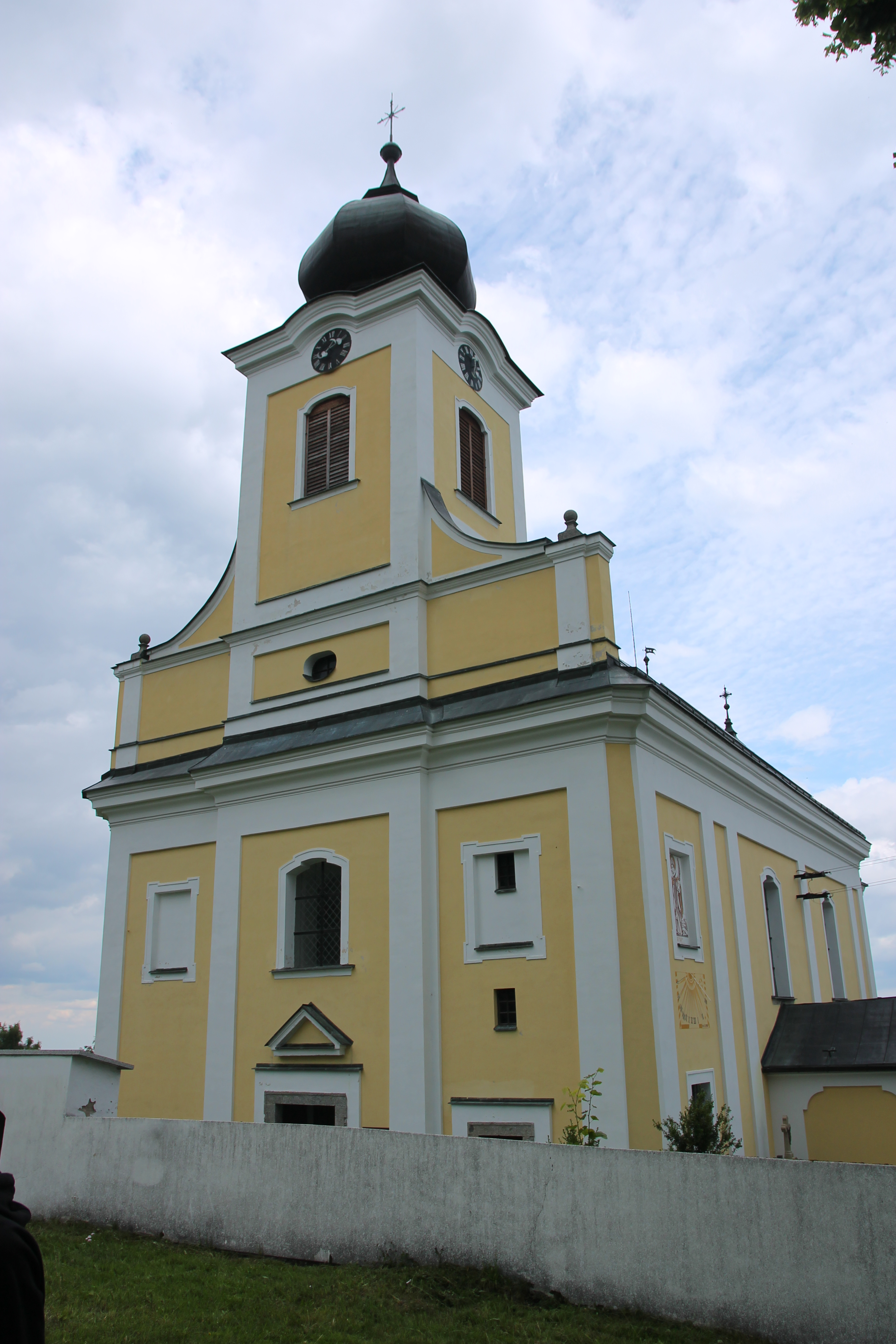
Костёл Святого Войтеха[чеш.] в Льштени[чеш.]
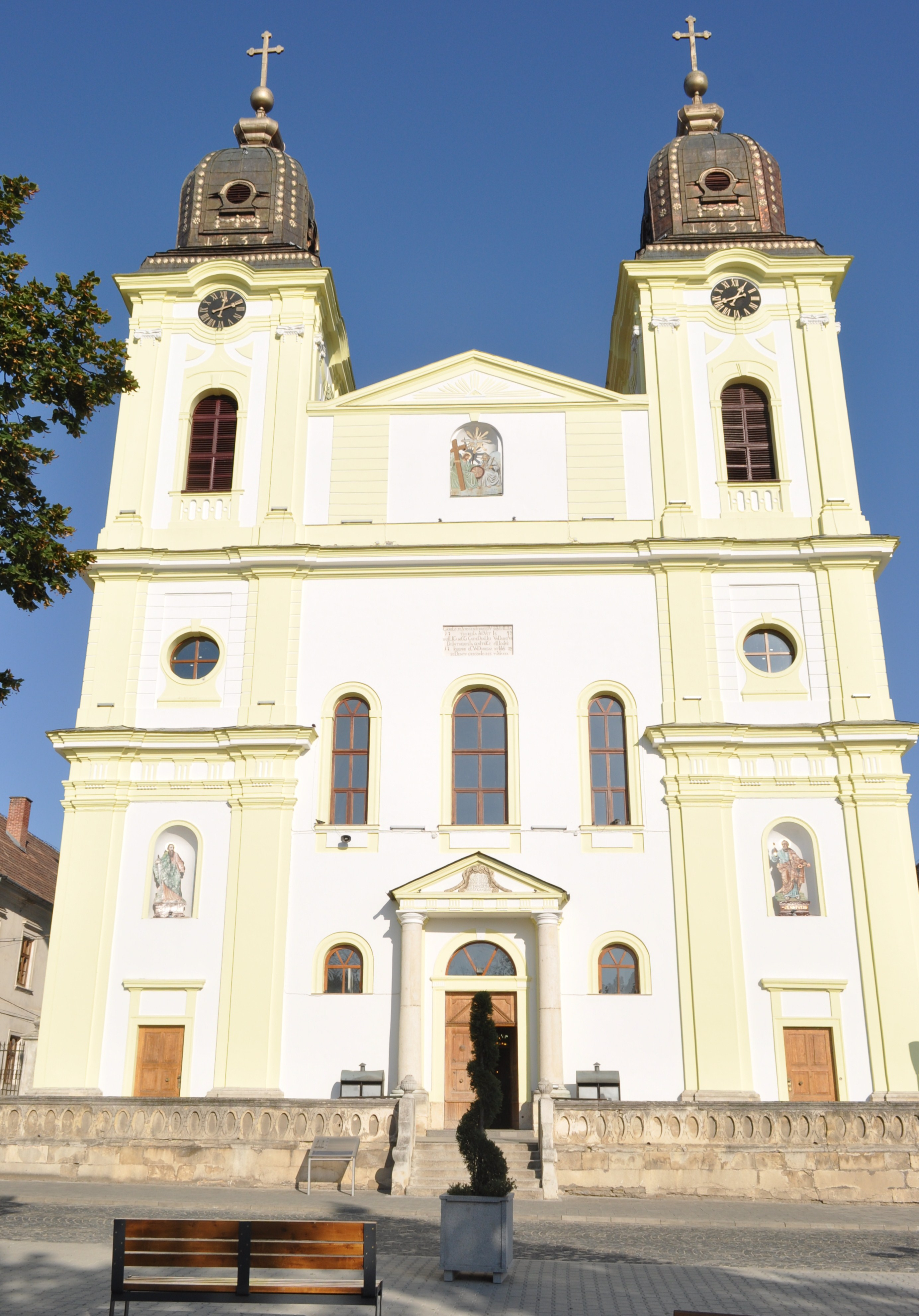
Собор Святой Троицы[англ.] в Блаже
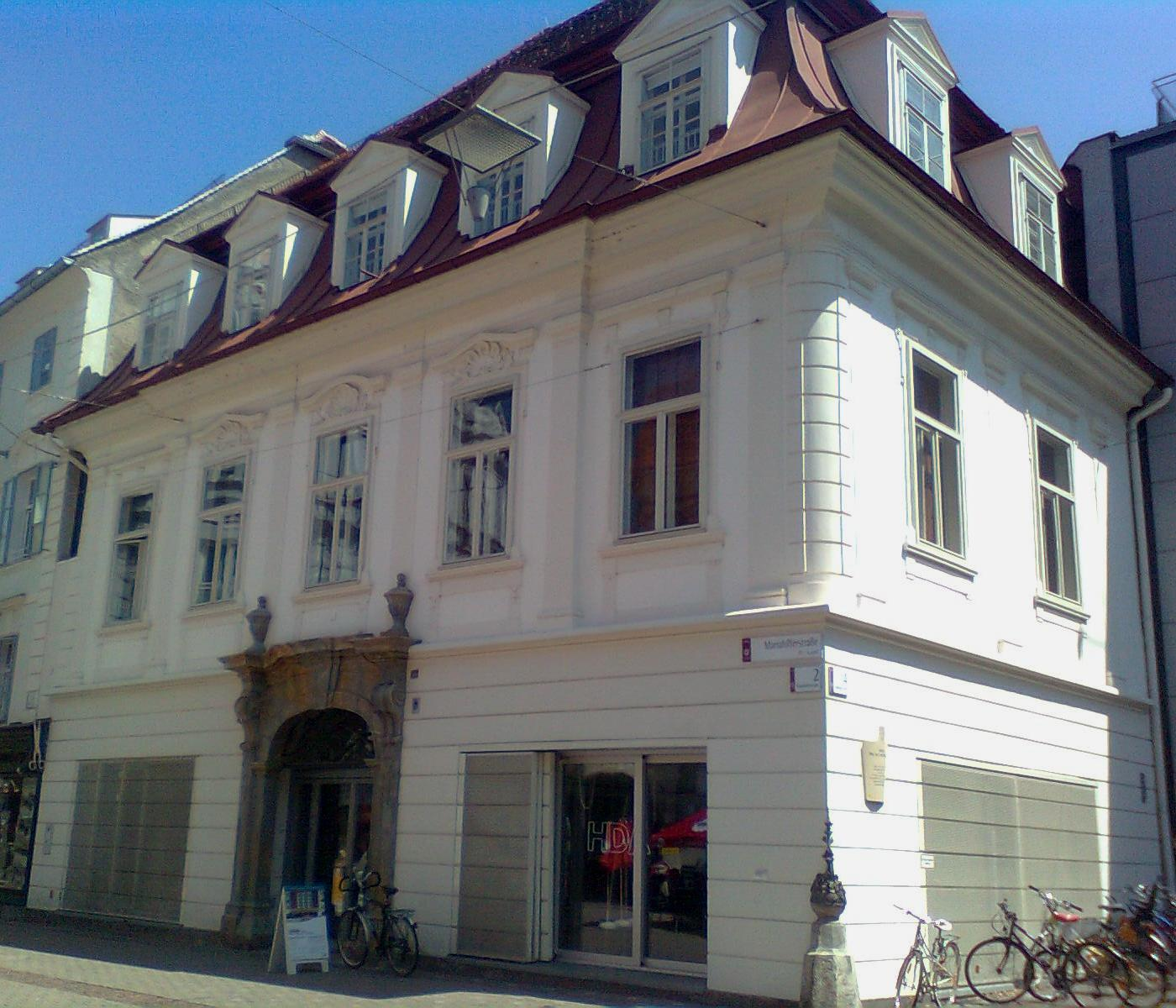
Дворец Тиннфельд[нем.] в Граце
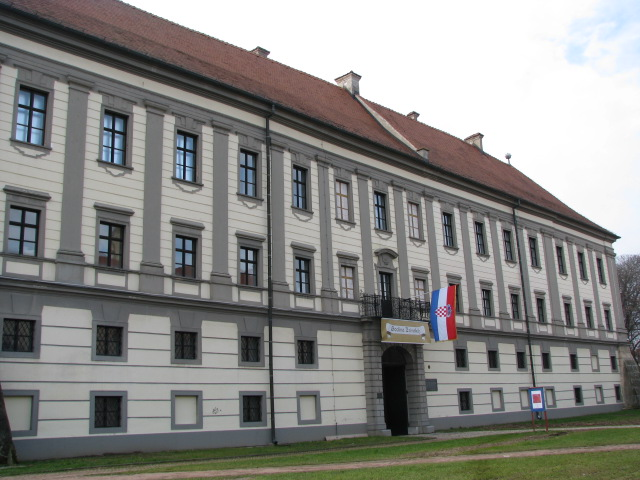
Новый замок[англ.] Зринских в Чаковце
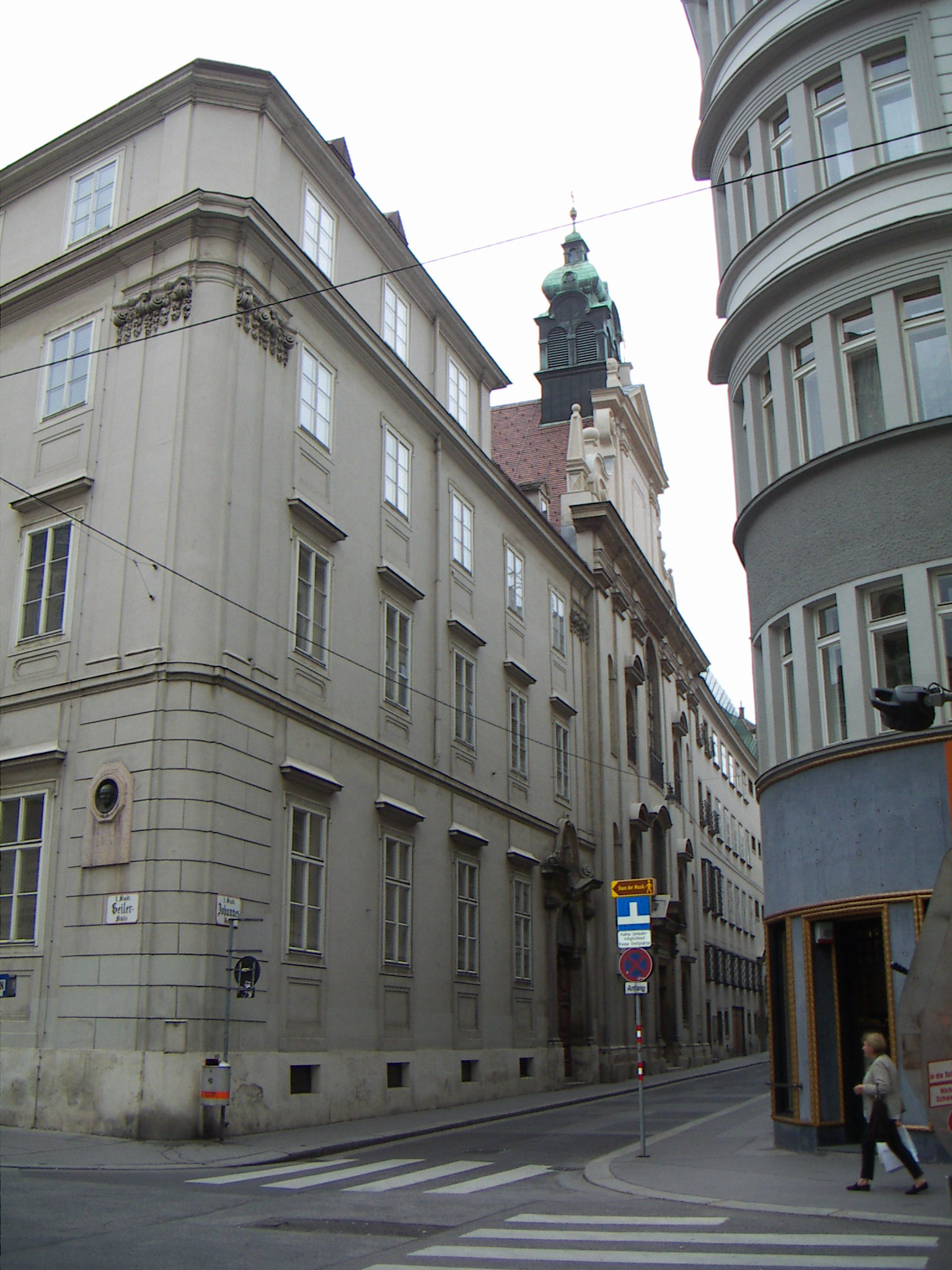
Церковь Святой Урсулы в Вене
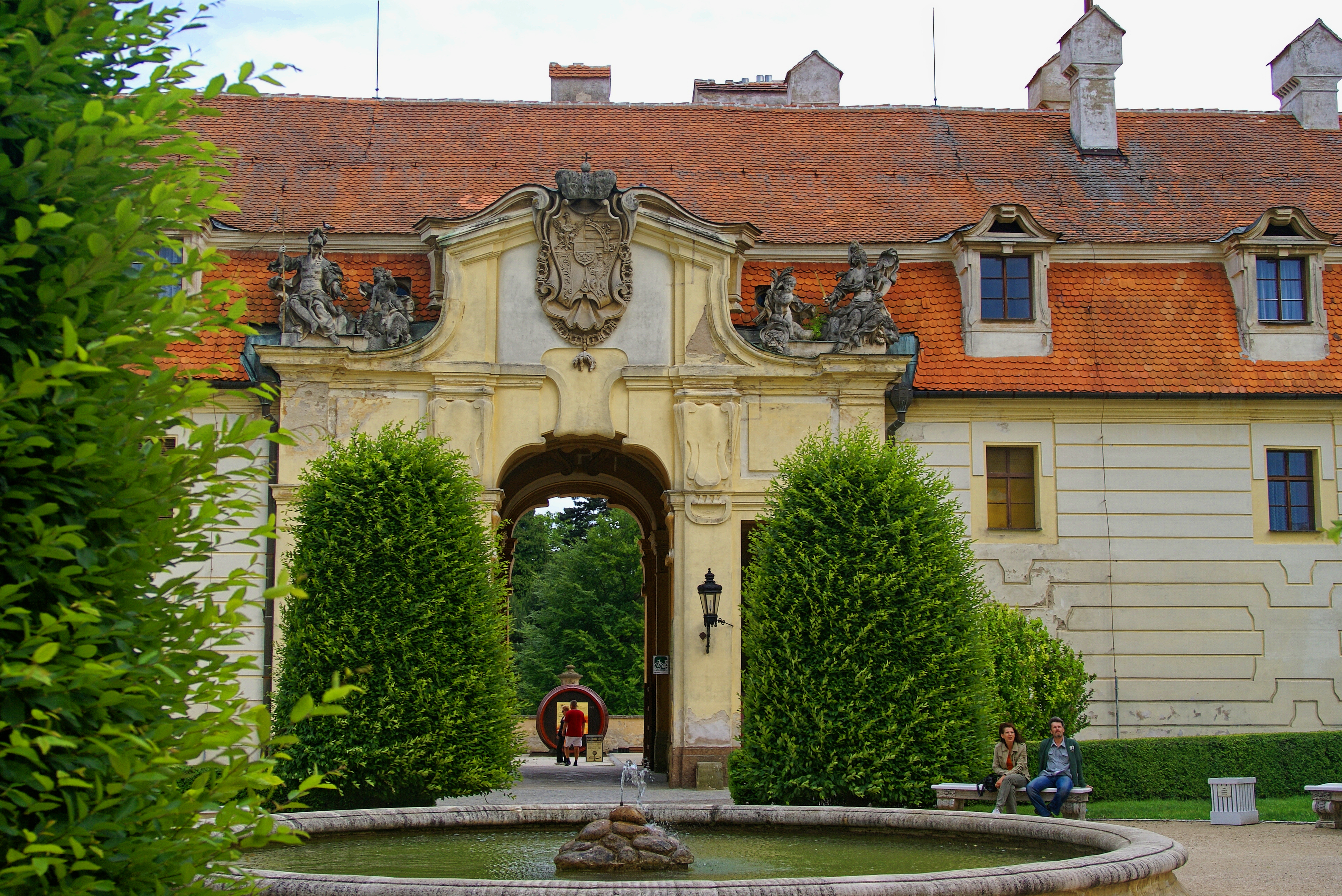
Южный фасад замка Вальтице[чеш.]
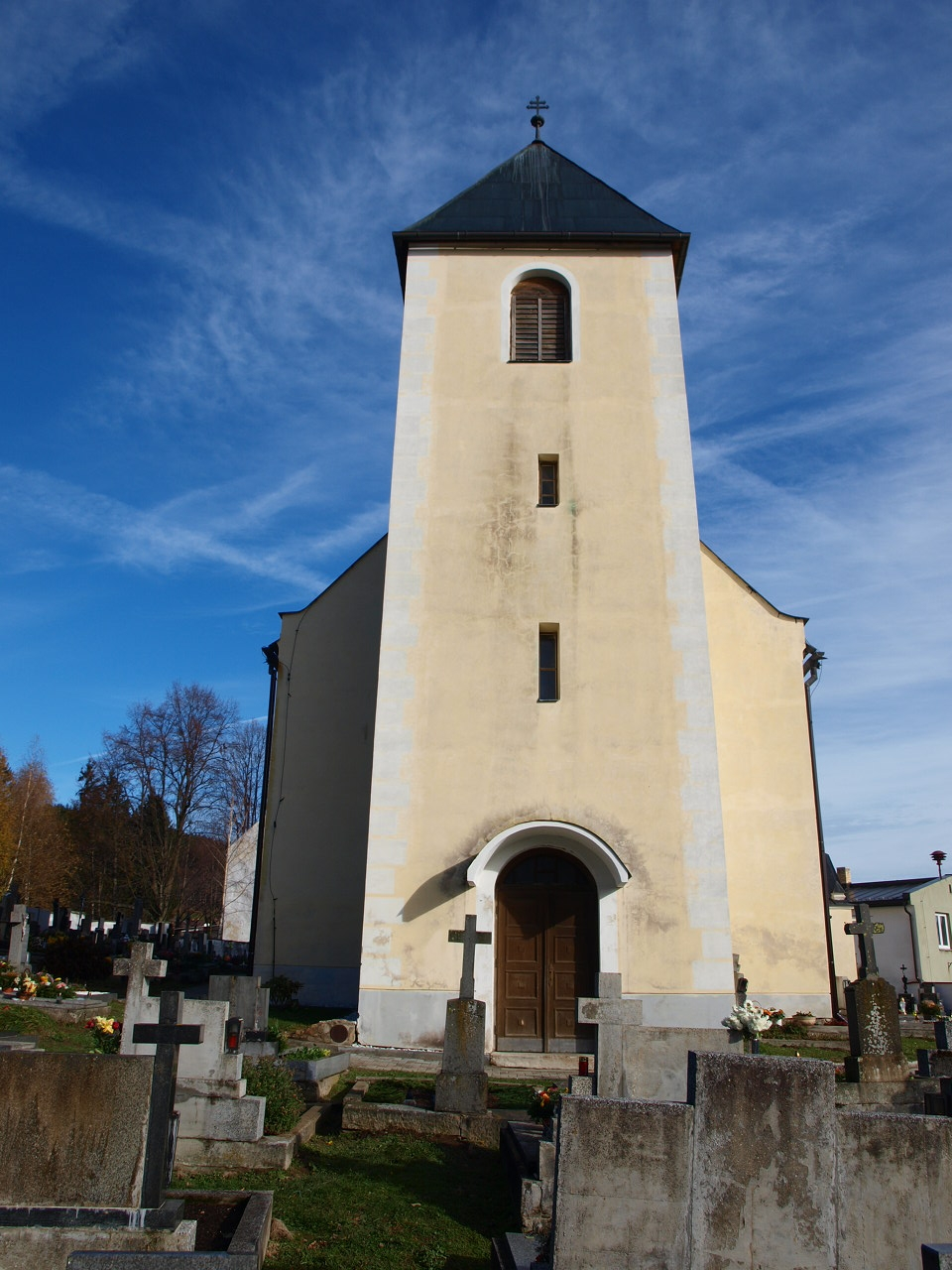
Костёл Святой Марии Магдалины[чеш.] в Свата-Маржи[чеш.]